# Heart (rivière)
Pour les articles homonymes, voir Heart River.
La rivière Heart (en anglais : Heart River) est une rivière située dans le parc national de Yellowstone au Wyoming aux États-Unis. D'une longueur de 7,7 km, elle relie le lac Heart et la rivière Snake.
L'extrémité sud-est du lac Heart donne naissance à la rivière Heart. Celle-ci est également alimentée par deux ruisseaux  au nord-est, dont Surprise Creek. Elle s'écoule ensuite vers le sud-est dans une gorge courte mais abrupte, puis finit par se jeter dans la rivière Snake près de la limite avec la forêt nationale de Teton (en).